# Dekanat Weimar
Das Dekanat Weimar ist eines von 7 Dekanaten im römisch-katholischen Bistum Erfurt.
Das Dekanat deckt den gesamten östlich von Erfurt gelegenen Teil des Bistums ab.

## Geschichte
Mit der zum 1. Januar 2005 in Kraft gesetzten Neuordnung der Dekanate im Bistum Erfurt wurde die Zahl der Dekanate von 14 auf 7 reduziert. Gezeichnet wurde das Dekret von Bischof Joachim Wanke.

## Gliederung
Zum Dekanat Weimar gehören 31 Pfarr- und Filialkirchen und Kapellen in den kreisfreien Städten Jena und Weimar und in den Landkreisen Weimarer Land und Saalfeld-Rudolstadt sowie dem Ilm-Kreis und dem Saale-Orla-Kreis. In Weimar selbst gibt es drei katholische Kirchen, die zur Pfarrei der Herz-Jesu-Kirche (Weimar) mit dem Pfarramt in der einstigen Lottenmühle gehören. Außer ihr selbst sind das die Maria Königin der Apostel (Oberweimar) und die St. Bonifatius (Schöndorf). Zum Dekanat Weimar gehört ein großer Teil des ehemaligen Großherzogtums von Sachsen-Weimar-Eisenach. Es war Teil der Diözese Fulda gewesen.
Siehe: Liste der Kirchen im Bistum Erfurt